# Beniopa
Beniopa es un distrito del término municipal de Gandía (Valencia, España) situado al noroeste de esta ciudad con la que forma un solo núcleo urbano. Fue municipio independiente con ayuntamiento propio hasta 1965, cuando quedó anexionada en Gandía como consecuencia del crecimiento urbano y demográfico de la capital de la Safor.

## Geografía
Está situada a 19 metros de altitud y ubicada junto al Molló de la Creu (Sierra Falconera) y al pie de la montaña del Calvario. Está atravesada por el barranco de Beniopa de oeste a este, que separa la población en dos espacios urbanos (el núcleo antiguo y el barrio de la Banyosa al norte, y las Cases Noves y Llarguer al sur). El casco antiguo está configurado alrededor de las plazas Mayor, de la Presó y del Campanar, definiendo una línea oeste-este, paralela al barranco, donde encontraremos la calle del Medio. 
La fuente tradicional de riqueza ha sido la agricultura, el trabajo de la huerta y de la marjal de Gandía (hortalizas y posteriormente cítricos). Actualmente, superadas las posibilidades económicas de su reducido y antiguo término municipal de 1'24 km², incluido el casco urbano- Beniopa abastece de mano de obra a las industrias, el comercio y los servicios de Gandía aumentando de forma constante su población. En 1842 tenía 1 306 habitantes, el 1900 eran 2 267, el 1940 eran 2 568, y el 1960 eran 3 605. En el momento de la anexión era el pueblo más poblado de la comarca detrás de las tres grandes ciudades (Gandía, Oliva y Tabernes de Valldigna). Actualmente tiene unos 4500 habitantes. 
El barranco de Beniopa recoge sus aguas de los valles de Marchuquera y del barranco de Borrell, con pocas y temidas avenidas, solo citar las lluvias de 1905 y la barrancada devastadora de 1987. Es también una vereda real.

## Historia

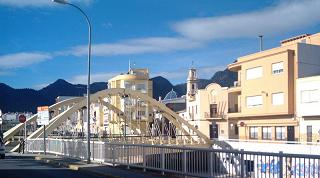
Puente de Beniopa

La prehistoria de Beniopa debe estudiarse en función del ambiente comarcal que denuncian los inmediatos yacimientos gandienses del Parpalló, Cueva de las Maravillas y Mallaetes, pues los pocos yacimientos del reducidísimo término municipal y la proximidad de aquellos, hace suponer que los más remotos pobladores pertenecían a las tribus que habitaban dichas cuevas, de cultura paleolítica superior muy avanzada técnica y artísticamente, como 1a estudiada por el doctor Pericot en la cueva del Parpalló.
Dan fe del Neolítico, los restos encontrados en la cueva del Pastor y la Coveta de Zacarés, que contiene un interesante enterramiento colectivo. 
Recientemente se ha descubierto en unas excavaciones próximas a la alquería de Rubio restos de una villa romana imperial (siglos II e III), con las cual y basándonos además en los núcleos «habitados» que han dejado muestras en Gandía, Daimuz, Ador, etc. y que presentan esta zona densamente poblada y con una agricultura potente, aunque el regadío apenas existiera en el ámbito del municipio. Hay que destacar también de las citadas excavaciones el hallazgo de una importante necrópolis visigoda (siglos V y VII) con 50 tumbas y unos 200 esqueletos, que muestra la potencia del núcleo habitado.
La época musulmana, no muy bien conocida, ha dejado en cambio, señales claras y abundantes. En primer lugar, la certeza de un «habitat», base del pueblo actual y que tenía como nombre Bani-Ubba, que podríamos traducir por «herederos de los Ubba», nombre de los propietarios.
Al reunir las tropas cristianas de Jaime I en 1240 y la conquista del inmediato castillo de Bairén (también conocido como Castillo de San Juan), del que Beniopa era una alquería, tenemos ya noticias más pormenorizadas y exactas: sus hombres recibieron tierras y casas en Beniopa y su término, de regadío unas, de secano las otras. Entre estos pobladores los hay de clara procedencia oscense Roda y Estada, que hace suponer que esta zonas fue poblada fundamentalmente por gentes pirenaicas, bien fueran oscenses o leridanas.
Beniopa pasa por primera vez a señorío en 1273 cuando el rey don Jaime hace donación al infante don Pedro, seguramente como castigo por la concentración de moros que allí había, los cuales se reunieron en número de 2000. Por esos mismos años los mudéjares de Beniopa se sublevaran protagonizando un episodio de la tercera revuelta del famoso señor mudéjar Al-Azraq, en este caso en 1276, y recientemente muerto este, comandados por el hijo de Al-Azraq.
Como el infante iba siempre corto de dinero, las rentas de Beniopa fueron cedidas o arrendadas numerosas veces por sus propietarios, hasta que a la muerte del rey Conquistador el pueblo volvió a la Corona.
El rey Pedro III el Grande se vio obligado a enajenar el señorío de Beniopa, en esta ocasión a favor de Jaume Castellà, señor también de Beniarjó. Ahora bien, no debieron venderse todos los derechos reales sobre el lugar, ya que la reina doña Constanza recibió por aquellos la importante cantidad de 12 000 sueldos jaqueses, pagados entre la aljama de Beniopa y el Consejo de Gandía.
En 1323 aun cuando posiblemente continuaba el dominio de los Castellanos sobre Beniopa, el rey Jaime II hizo donación a su hijo Pedro, conde de Ribagorza, de Bairén y de Gandía, con todas sus pertenencias, entre las cual estaba la jurisdicción civil y criminal sobre Beniopa que, desde este punto de vista continúa ya unida en adelante a la villa gandiense.
La población crecía a medida que la paz se imponía. Tal vez sufriría los efectos de la guerra con Castilla, cuando Pedro I de Castilla saqueó Gandía y sus tierras, pero pronto se repuso y en 1391 existían 101 contribuyentes del impuesto de maravedín, es decir, 101 propietarios, número que debemos considerar ligeramente inferior al de vecinos.
A finales de este mismo siglo XIV vemos ya a Beniopa en manos de otro señor territorial, ahora es la familia Gascó la que en 1383 detentaba la posesión del lugar y arrendó a su aljama las rentas que pertenecían al señor.
Por 1420 llegó a Beniopa el cultivo de la caña de azúcar, que provoca una verdadera revolución económica en la Safor. Por esta misma época el duque de Gandía había recuperado ya la posesión del lugar de manos de los Gascó. Pero al pasar el ducado a la Corona, por la muerte del duque Alonso sin herederos directos y legítimos, Beniopa y otros lugares continuaron con el régimen de jurisdicción señorial, ya que el duque los había cedido anteriormente a Hugo de Cardona, quien en 1446 consiguió permiso real para imponer sisas a la población.
En 1473 el rey ajena la jurisdicción de Beniopa a favor de los jurados de Gandía, pasando el lugar a formar parte de la “Contribución General” de la villa.
La guerra de las Germanías tuvo aquí su repercusión, pues la derrota del bando nobiliario, en el que figuraba el duque de Gandía, hizo que les agermanados saquearan las casas de los moros, partidarios de los nobles, y que obligaran a estos a bautizarse a la fuerza, tras la batalla del Vernisa, próxima, transformándolos así en moriscos. Consecuencia de esto fue la reorganización eclesiástica que independizó a Beniopa a 1535 transformándola en parroquia y dándole cono anexas las alquerías de Alcodar y Benicanena, que desaparecieran como consecuencia de la expulsión.
Recuperado el poder por los Duques y bajo el hábil y bondadoso gobierno de San Francisco de Borja y de su hijo Carlos, Beniopa fue creciendo como pueblo vecino, de forma que en sus ingenios y cañamelares encontraban empleo gran parte de sus vecinos.
En 1609, vísperas de la expulsión, Escolano señala una población de 136 casas de moriscos, que podríamos evaluar en unos 600 habitantes y que prácticamente fueron todos trasladados a África como consecuencia del decreto de expulsión.
La expulsión repercutió gravemente en la continuidad económica y demográfica del pueblo. Fue repoblada, igual que Benipeixcar y Miramar, mayoritariamente por gentes traídas desde la Liguria, la república de Génova . En 1646 Beniopa tenía suelas 37 casas habitadas y se comprenderá que con este descenso de mano de obra, fuera abandonándose el cultivo de la caña de azúcar, para sustituirse por el de la morera y la vid. A medida que crece la población vuelve el predominio de la cañamiel y la hortaliza —nunca desaparecidas—, y a finales del XVIII Cavanilles señala un censo de 373 vecinos, verdaderamente considerable para la época.
Durante la guerra de la Independencia destaca Beniopa por su ayuda a la resistencia contra los invasores, especialmente en el aspecto civil, al transformar el pueblo, dirigido por su cura párroco don Vicente Marín, en abastecedor de telas de cáñamo para las tropas españolas. Este benemérito cura fue el que hizo construir, casi totalmente a sus expensas y desde 1804 a 1837, la amplia iglesia actual en la que se conservaba un órgano y cuatro lienzos de buena factura procedentes del Monasterio de San Jerónimo de Cotalba (desaparecidos en la revolución de 1936).
En 1884 de la misma manera que otras poblaciones valencianas, el cólera (véase: Pandemias de cólera en España) hizo aparición en el pueblo y el resultado fue traumático: cordón sanitario militar, cuarentena, lazareto a la ermita de Santa Ana, 62 apestados y 36 muertos.
El siglo XIX vio desaparecer la cañamiel, sustituida totalmente por la morera para criar gusanos de seda, y por la hortaliza. En el siglo XX disminuye el cultivo de la hortaliza frente a la primacía del naranjo, aunque por el minifundio y las condiciones climatológicas permiten la pervivencia del costoso cultivo temprano de la huerta.
Al siglo XX y tras vivir los desastres de las primeras décadas y la guerra civil española (con 11 muertes violentas en el pueblo y 11 fusilados tras la guerra, además de los muertos en el frente y en los campos de exterminio, como el de Mauthausen), Beniopa tuvo que afrontar la embestida de la ciudad que necesitaba su término por crecer. En 1965 un decreto del general Franco sentenciaba el expediente de anexión a Gandía. Este hecho y el cambio social y cultural de un mundo rural a un mundo urbano han determinado el porvenir de la población. Desde 1986 cuenta con una Junta municipal del distrito de Beniopa, con representación política de todos los grupos municipales representados en el ayuntamiento de Gandía y del representantes vecinales y de las asociaciones cívicas.

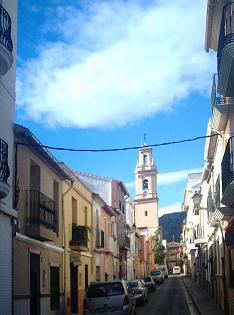
Calle de la Iglesia

## Geografía humana

### Demografía
| Gráfica de evolución demográfica de Beniopa entre 1842 y 1960 |
| |
| Población de derecho según los censos de población del INE Población de hecho según los censos de población del INEEntre el censo de 1970 y el anterior, este municipio desaparece porque se integra en el municipio 46131 (Gandía) |

## Lugares de interés
Iglesia parroquial de Santa María Magdalena (siglos XVIII-XIX), neoclásica y con pinturas, vidrieras y cerámicas de interés. Parque periurbano del Calvario, zona de esparcimiento y paseo. Puente colgante de hierro del barranco de Beniopa (1994-95).

## Cuadros de la iglesia Santa María Magdalena
El pintor gandiense José Puig realizó las obras al óleo de la capilla de la comunión.
La iglesia ya cuenta con ocho cuadros del pintor. Las obras reflejan el "Milagro de los Corporales de Luchente", "Milagro de Alboraya", una procesión de Corpus, San Juan Bautista, María Magdalena, dos ángeles y una alegoría a los mártires de Beniopa.
Los cuadros de estilo realista tienen unas dimensiones de aproximadamente 130 x 240 cm.

## Equipamientos públicos
Centro social Mestre Michavila (sede de la Junta municipal del distrito), Centro cívico La Quadra, Escola de Música, biblioteca pública, colegios públicos Joan Martorell y Mondúver, polideportivo municipal, residencia juvenil La Safor.

## Gastronomía
La principal base gastronómica es el arroz: en paella, en cazuela al horno, caldoso, y meloso. Pero la cocina es de huerta, con gran profusión de verduras, con carne o pescado. Solo citar algunos platos especiales: las cocas de tomate y pimiento al horno, bonito al horno, calamares rellenos, o conejo con gambas. Y los tradicionales dulces del ciclo anual: pastelillos de Navidad, coca dulce, regañá, brazo de gitano,...

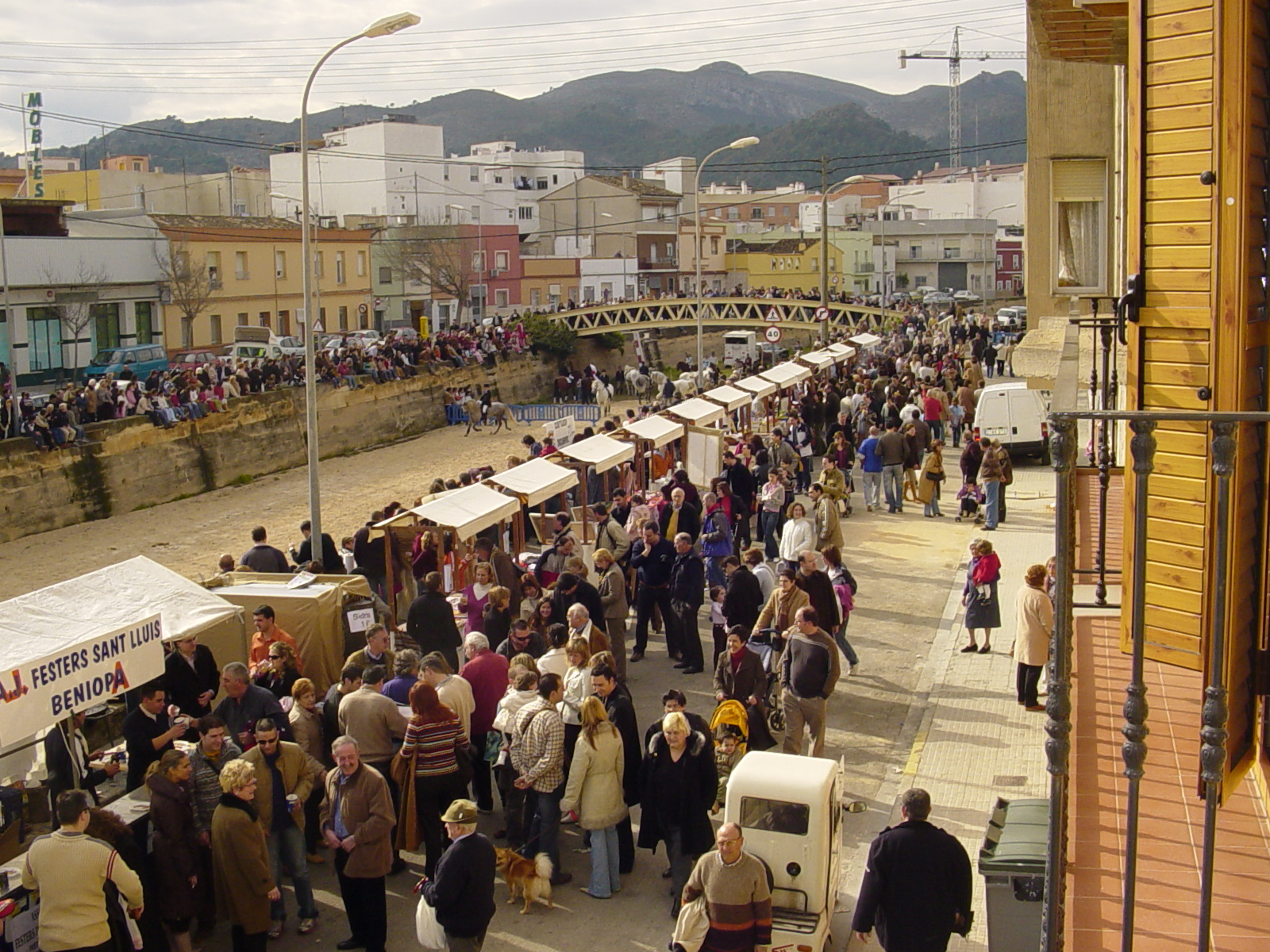
Porrat de San Antonio en el barranco de Beniopa

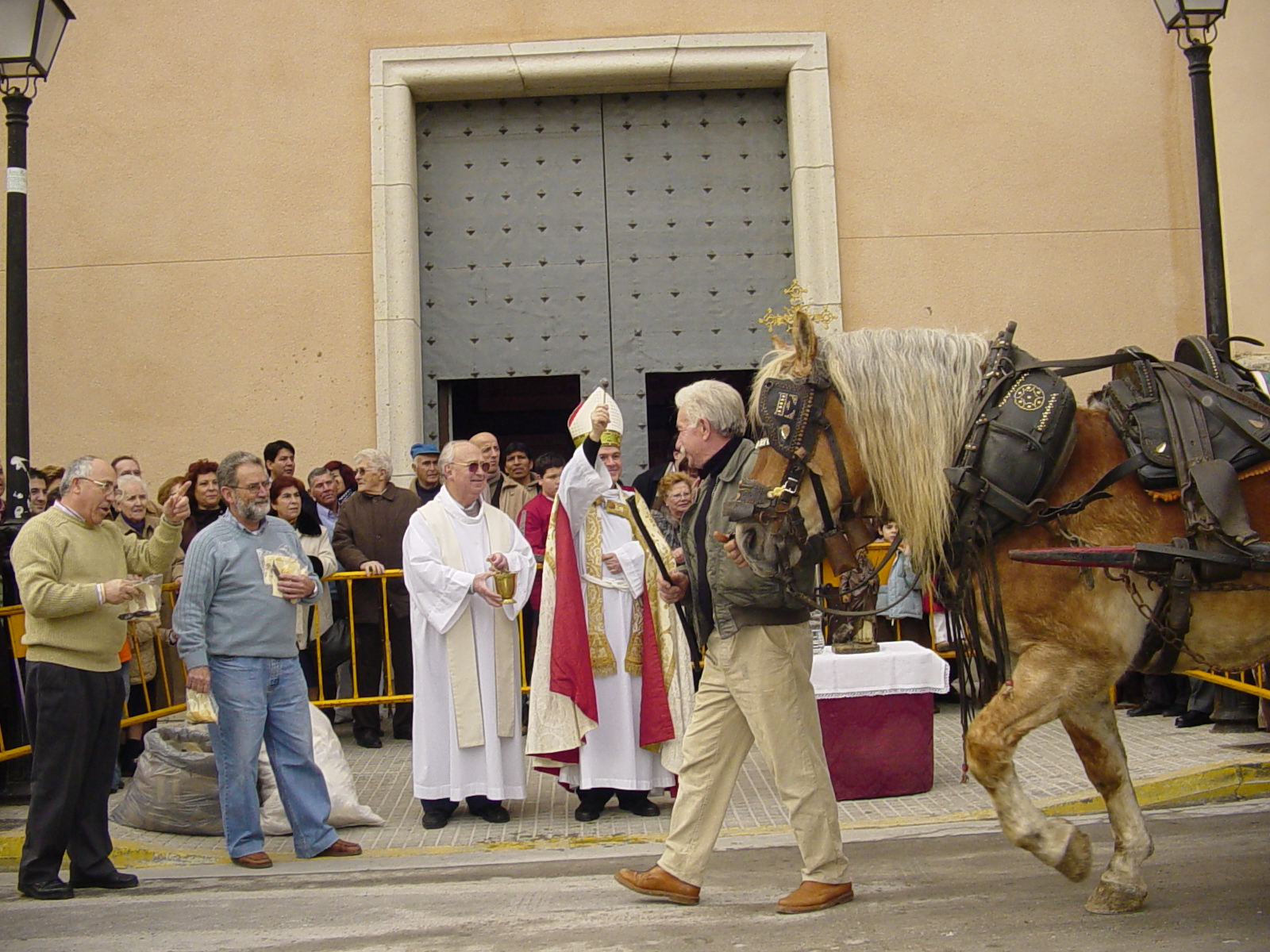
Fiesta de San Antonio en Beniopa

## Fiestas
Fiestas patronales del 21 al 26 de julio a cargo de comisiones de hombres o mujeres, solteros o casados y matrimonios. Destacan las procesiones del día de la Magdalena y del Cristo del Amparo, y los castillos de fuegos artificiales en el barranco. Como singularidad destacar, que en la procesión de la patrona salen vestidas de magdalenas penitentes muchas mujeres de la población en acto de promesa o penitencia. En el mes de enero y alrededor del día de San Antonio se efectúa la revetlla de fuego, porrat y bendición de animales. Fiestas de Fallas y procesión de palmas en la Semana Santa.

## Personas destacadas
De la época musulmana el sabio Ibrahim, en el siglo XX, el maestro Joaquín Michavila, el poeta y religioso camilo Francesc M. Miret y el guitarrista Salvador García "Panxa-verda". Contemporáneamente, los escritores Josep Piera i Ferran Garcia-Oliver.
El último ejecutado español por delito civil, fusilado en 1972, era natural de esta localidad. 

## Otros aspectos
El pueblo conserva una riqueza cultural y lingüística estimable. Hay que reseñar que fue visitado por Manuel Sanchis Guarner y Francesc de Borja Moll por los años 30 y fruto de ese trabajo lo encontramos a la obra Els pobles valencians parlem els uns dels altres. Mantiene la particularidad lingüística de no hablar apitxat como el resto de la ciudad de Gandía, aunque este aspecto se encuentra en franco retroceso. Existe también -proveniente del mundo rural, hoy ya casi desaparecido- una notable afición por los caballos de trabajo, materializada en las competiciones de tiro y arrastre de caballos. Asimismo destaca la tradición por la pelota valenciana, aunque la proximidad a los trinquetes de Gandía la ha desplazado de las calles del pueblo.